# 克萊齊
50°40′2″N 32°10′37″E / 50.66722°N 32.17694°E
克萊齊（羅馬化：Kletsi）曾是烏克蘭東北部的村莊，曾由切爾尼戈夫州普里盧基區管轄，並於2020年被註銷。該村始建於1600年，面積0.21平方公里，海拔高度119米。

## 人口
2001年人口9，人口密度每平方公里43.9人。